# Велюр

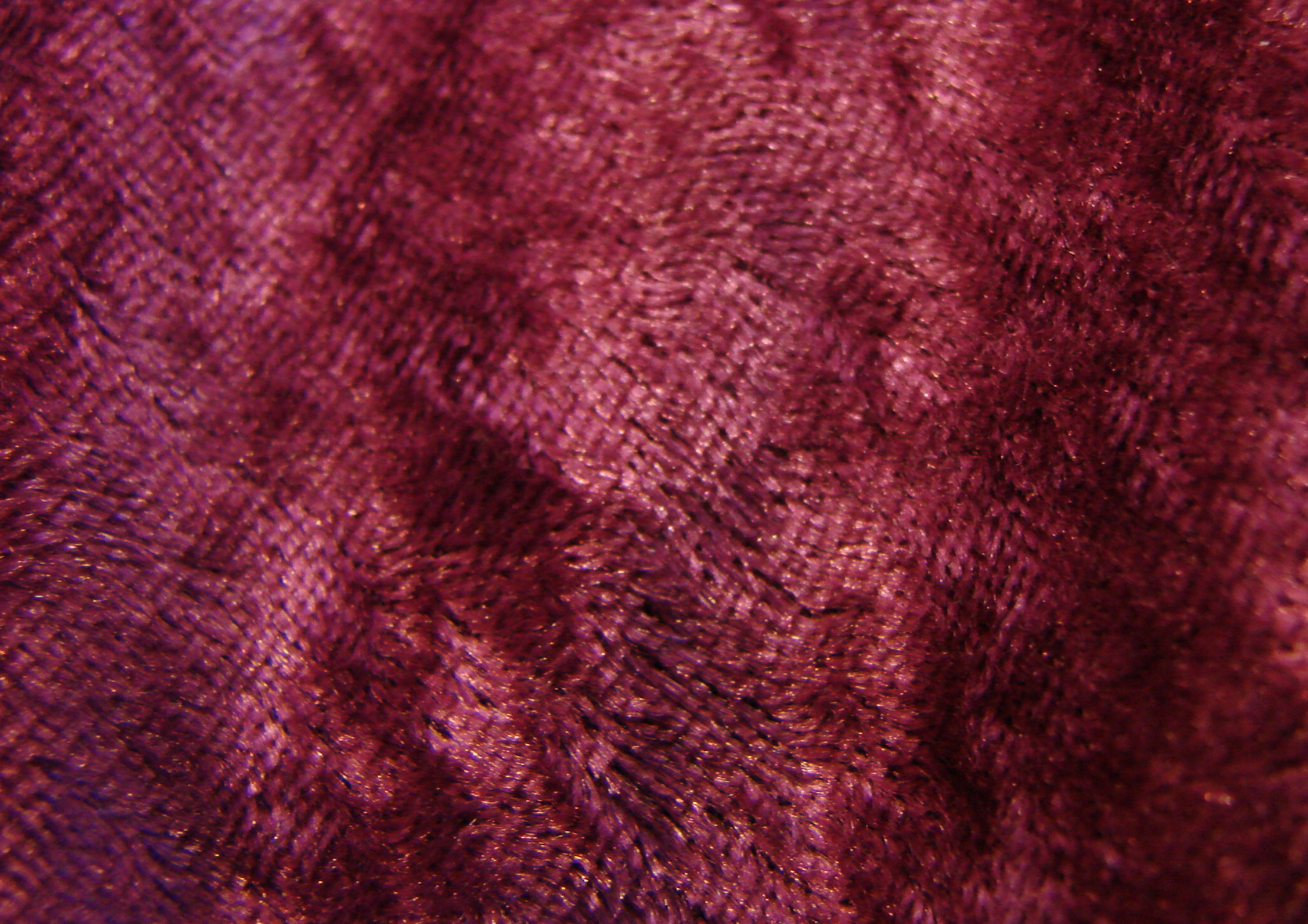
Пурпуровий велюр

Велю́р (фр. velours — «оксамит», від лат. villosus — «волосатий», «волохатий») — тканина, м'який натуральний матеріал, поверхня якого складається з безлічі ворсинок. Їхня довжина, залежно від виду велюру, може бути різною, в межах від трьох до семи міліметрів. Ворс розташований на тканині щільним шаром, що й визначає, наскільки виріб з велюру буде оксамитовим і ніжним на дотик.

## Застосування
Ця тканина дуже міцна, тому стійка до механічних впливів будь-якого походження (тертя, дряпання тощо). Не втрачає зовнішнього вигляду і форми, тому речі з неї навіть через кілька років мають первісний вигляд і готові до повсякденного використання. Цей факт також допускає наявність незначного навантаження на тканину. Тому велюр може використовуватися скрізь: від пошиття комплектів для дому, халатів і навіть до дитячого одягу.
Всі переваги матеріалу роблять речі з велюру довговічними, по-справжньому «домашніми» і зручними. Оскільки велюр більш теплий матеріал, ніж холодний, одяг з нього часто носиться восени і взимку.
Велюровий матеріал можна підібрати під будь-яку стилістику приміщення й застосовувати для створення таких видів декору інтер'єру:
- м'яка оббивка робить меблі більш розкішними і приємними;
- декоративні подушки часто використовуються як яскраві й оригінальні деталі;
- штори з велюру мають вигляд дуже ефектний і добре захищають від сонця.

## Догляд за тканиною
Спеціального догляду за одягом з велюру не потрібно. Прати цю тканину можна як вручну, так і в пральній машині при температурі не вище 30°С. Найкраще використовувати миючі засоби на основі води і уникати інших, сильніших засобів. Викручувати вироби з велюру категорично не можна. Зазвичай достатньо віджиму в пральній машині. Оскільки одяг не мнеться і не утворює складок, він не потребує прасування.